# Batalla de Santa Cruz de Rosales
La Batalla de Santa Cruz de Rosales fue un compromiso de la Intervención estadounidense en México que tuvo lugar después de se firmara el Tratado de Guadalupe-Hidalgo.

## Antecedentes
El general de brigada Sterling Price, comandante de las fuerzas estadounidenses en Nuevo México, recibió informes de un supuesto avance mexicano sobre Nuevo México. Más tarde se comprobó que estos informes eran falsos, pero en aquel momento Pride movió su comando a El Paso, donde recibió órdenes del ayudante general Roger James de permanecer ahí y, si fuera posible, enviar refuerzos a California. A pesar de esto y de los informes de exploración que no encontraron ninguna evidencia de ningún ejército invasor mexicano, Pride avanzó hacia la ciudad de Chihuahua.

## Batalla
Cuando se acercó al lugar donde tuvo lugar en 1847 la batalla de Sacramento, el general Pride encontró piquetes mexicanos acercándose con una bandera de tregua. Enviaron un mensaje del gobernador general Ángel Trías Álvarez de Chihuahua de que se había firmado un alto el fuego. Pride era consciente de que las luchas habían cesado en todos los frentes, pero se negó a creer a los mexicanos.
Reanudando su marcha, Pride ocupó Chihuahua. Descubriendo que el general Trías y su ejército se habían retirado hacia el sur, les persiguió. Cien kilómetros al este de Chihuahua encontró una posición fuerte mexicana en la ciudad de Santa Cruz de Rosales. El 9 de marzo pidió la rendición incondicional de la ciudad. Cuando el general Trías rechazó tal propuesta, la sitió y esperó la llegada de refuerzos. Poco pasó hasta el 16 de marzo, cuando Pride decidió asaltar la ciudad.
Aquella mañana, la artillería estadounidense bombardeó Santa Cruz de Rosales durante dos horas. Pride recibió la noticia de que la caballería mexicana se encontraba en su retaguardia y retiró su artillería para protegerla. Los defensores malentendieron esto como un signo de retirada y abrieron fuego contra las fuerzas estadounidenses. Sin embargo, su objetivo no era exacto y las fuerzas mexicanas constataba de unos pocos hombres. Después de dispersar el contraataque, Pride ordenó a su caballería desmontada que conquistara la ciudad. Pride dividió a sus hombres en varios grupos de asalto y dirigió personalmente uno de ellos. Aunque Trías repelió los ataques desde el norte y el oeste, un ataque desde el sur ocupó con éxito la plaza del pueblo. A la caída del sol, el general Trías se rindió.

## Resultado
Las fuerzas estadounidenses tuvieron 14 muertos y 19 heridos, mientras que los mexicanos perdieron a 23 soldados y a 2 oficiales, teniendo un número desconocido de heridos. El Tratado de Guadalupe-Hidalgo había sido firmado por los Estados Unidos y México el 2 de febrero de 1848 y fue ratificado por el Congreso de los Estados Unidos el 10 de marzo. Por lo tanto, el ataque de Price tuvo lugar después de la firma del tratado de paz aunque el Congreso Mexicano no lo ratificara hasta el 19 de marzo.
- Datos: Q4872305